# Windows Server 2025
Windows Server 2025 es un sistema operativo producido por Microsoft para la familia de servidores de  Windows NT lanzado bajo la marca Windows Server, basado en Windows 11.  Su lanzamiento fue el 1 de noviembre de 2024. 
Microsoft anunció que el comando sudo estará disponible para Windows Server 2025; sin embargo, con el lanzamiento del 26052 de Windows 11, se confirmó después de que la función sería exclusiva de Windows 11. Sin embargo, algunos usuarios encontraron restos del comando sudo en la previa. Microsoft afirmó que la agregaron de forma accidental y que se eliminará en futuras versiones.

## Características
Windows Server 2025 tiene las siguientes características:
- Server Flighting, actualizaciones a nuevas versiones por medio de Windows Update [5] [6]
- Suscripción de pago por uso [7]
- SMB sobre QUIC [7]
- Hotparching [8]

## Requisitos de hardware
| Hardware       | Requisitos mínimos |
| -------------- | --- |
| CPU            | Procesador x86-64-v2 |
| RAM            | 512 MB de almacenamiento para Server Core o 2 GB para Server with Desktop Experience |
| Almacenamiento | 32 GB de almacenamiento libre |
| Display        | Resolución de 1024 x 768 pixeles (para ciertas funciones) |
| Red            | - Adaptador inalámbrico que admita 802.11 - Un adaptador Ethernet capaz de alcanzar un rendimiento de al menos 1 Gbit por segundo - Tarjeta de red con un ancho de banda mínimo de 1 Gbit |
| Firmware       | Sistema basado en UEFI 2.3.1c y firmware que admite un arranque seguro (solo requerido para ciertas funciones)                                                                            |
| Seguridad      | Modelo TPM (también requerido para ciertas funciones) |